# Женский художественный клуб Цинциннати
Женский художественный клуб Цинциннати (англ. Woman's Art Club of Cincinnati) — одно из старейших, действующее по настоящее время художественное сообщество женщин (клуб) в США.
Миссия этой художественной организации состоит в том, чтобы способствовать созданию и признанию изобразительного искусства в обществе посредством образования — проведения семинаров, лекций и демонстраций для взрослых и детей. Штаб-квартира клуба находится в городе Меримонт, штат Огайо на 6980 Cambridge Avenue.

## История и деятельность
Клуб был основан 1 декабря 1892 года девятнадцатью женщинами-художниками в ответ на отказ Художественного клуба Цинциннати, основанного художниками-мужчинами в 1890 году, включать женщин. Его устав был принят 10 декабря 1892 года.
Членами-основателями клуба были 19 американских художниц: Кристина Бредин, Дженни Брукбэнк (Jennie Brookbank), Луиза Фишер (Louise Fisher), Полин Франк (Pauline Frank), Лаура Фрай (Laura Fry), Алта Колдуэлл (Atha Caldwell), Ида Холлоуэй, Грейс Кеннетт (Grace Kennett), Кэролайн Лорд, Кейт Миллер (Kate Miller), Клара Ньютон, Карлотта Реймонд (Carlotta Raymond), Клемми Робертс (Clemmie Roberts), Дикси Селден, Мэри Спенсер (Mary Spencer), Энни Сайкс, Мэри Триветт (Mary Trivett), Генриетта Уилсон (Henrietta Wilson) и Кейт Уилсон (Kate Wilson).
Женский художественный клуб Цинциннати провел свою первую выставку в апреле 1892 года — эта традиция, ежегодная художественная выставка женского клуба Annual Juried Art Exhibition, проводится по настоящее время. За более чем сто двадцать лет работы у клуба было несколько разных домов, но ни один из них не был постоянным до 2006 года, когда было приобретено историческое здание Resthaven Barn в местечке Меримонт.
Первым президентом клуба (1892—1897) была Мэри Спенсер, которую сменила Дикси Селден (1897—1901). С 2020 года президентом клуба является Маргарет Кэстнер (Margaret Kastner).